# المداح
المَدَّاح بلدة موريتانية وإحدى بلديات ولاية أدرار (موريتانيا).